# Kinga Preis

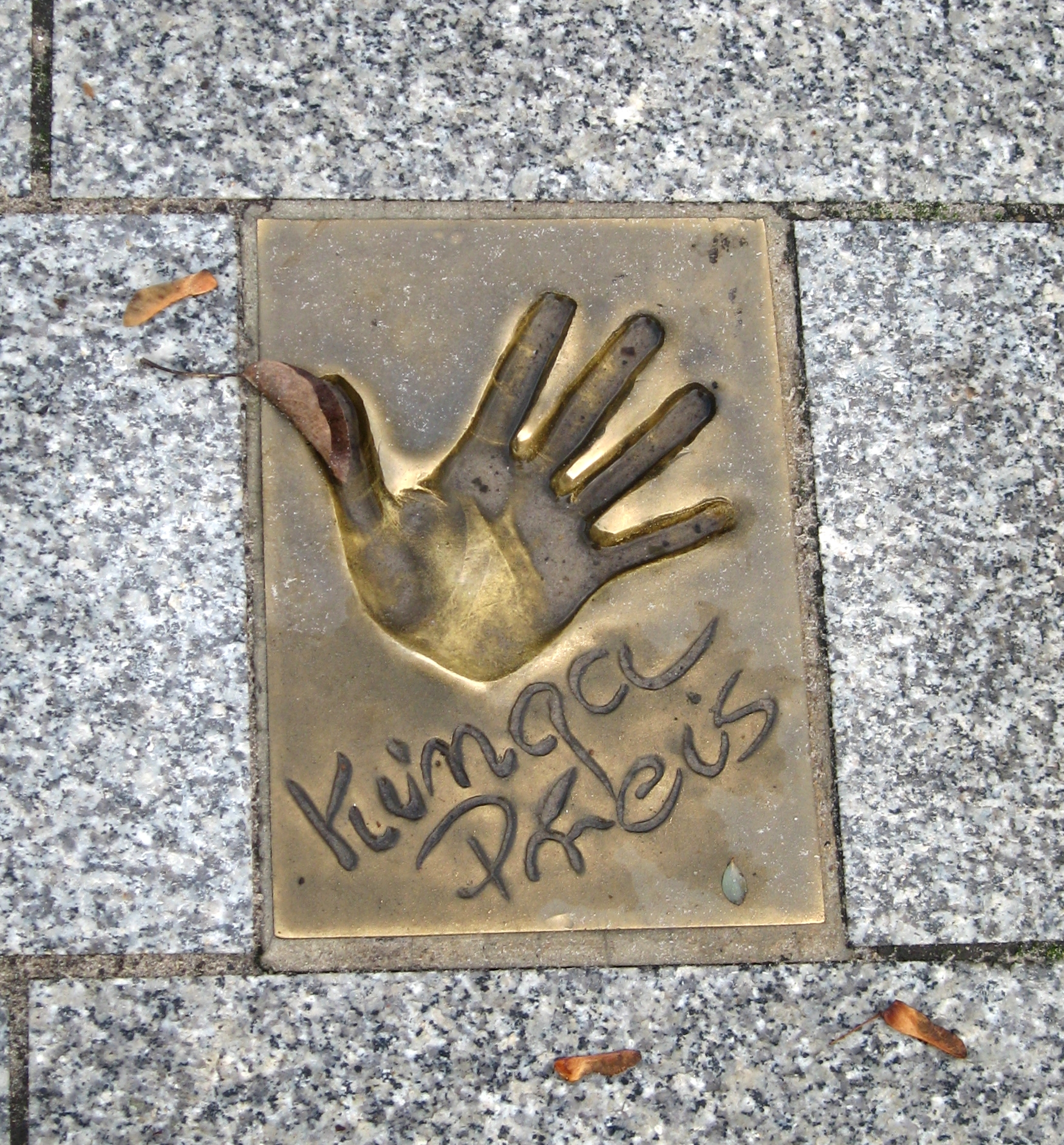
Odcisk dłoni Kingi Preis w Alei Gwiazd w Międzyzdrojach

Kinga Anna Preis (ur. 31 sierpnia 1971 we Wrocławiu) – polska aktorka filmowa i dubbingowa.
Za swoje teatralne wystąpienia i role filmowe zyskała wiele nagród. Jest m.in. sześciokrotną laureatką Polskiej Nagrody Filmowej za pierwszoplanowe role w filmach Cisza (2001) i Komornik (2005) oraz za drugoplanowe w filmach Wtorek (2001), W ciemności (2011), Pod Mocnym Aniołem (2013) i Jak najdalej stąd (2020); zdobyła także 10 nominacji, co uczyniło ją najczęściej nagradzaną i nominowaną aktorką w historii tej nagrody. Jest także zdobywczynią Złotej Kaczki dla najlepszej aktorki roku (2001). Za role w Poniedziałku (1998), Ciszy i Komorniku otrzymała nagrody na Festiwalu Polskich Filmów Fabularnych w Gdyni.

## Życiorys

### Edukacja
Absolwentka Liceum Ogólnokształcącego nr II im. Piastów Śląskich z Oddziałami Mistrzostwa Sportowego we Wrocławiu. W 1996 ukończyła wrocławską filię PWST w Krakowie.

### Kariera
Do roku 2012 była aktorką Teatru Polskiego we Wrocławiu. W 1995 zagrała swoją pierwszą rolę, tytułową postać w Kasi z Heilbronnu (reż. Jerzy Jarocki). W 1998 za występ w Poniedziałku otrzymała nagrodę dla aktorki drugoplanowej na 23. Festiwalu Polskich Filmów Fabularnych w Gdyni. W 1999 roku otrzymała nagrodę główną na 20. Przeglądzie Piosenki Aktorskiej we Wrocławiu. W latach 2000–2004 była laureatką Złotych Iglic, nagrody czytelników „Słowa Polskiego – Gazety Wrocławskiej”. W 2001 za rolę Mimi w Ciszy otrzymała nagrodę za pierwszoplanową rolę kobiecą na 26. FPFF w Gdyni. W 2002 zaśpiewała utwór „Psy Pawłowa” w spektaklu Kombinat w ramach 23. Przeglądu Piosenki Aktorskiej.
W 2005 za występ w Komorniku otrzymała drugą w karierze nagrodę za najlepszą drugoplanową rolę kobiecą na 30. FPFF w Gdyni. W 2006 została laureatką Nagrody im. Zbyszka Cybulskiego, przeznaczonej dla „młodych aktorów wyróżniających się wybitną indywidualnością”. W 2008 za rolę Wandy Boniszewskiej w spektaklu Stygmatyczka Sceny Fakty Teatru Telewizji została nagrodzona podczas VIII Festiwalu Teatru Telewizji Polskiej i Polskiego Radia „Dwa Teatry” w Sopocie. W tym samym roku zaczęła grać rolę Natalii Borowik, gospodynię księdza w serialu Ojciec Mateusz.
Od 2010 jest ambasadorem Fundacji „Wrocławskie Hospicjum dla Dzieci” we Wrocławiu.
W 2020 odebrała Telekamerę dla najlepszej aktorki.

## Życie prywatne
Jest córką austriackiego skrzypka, Rinaldo Preisa i Krystyny Preis, długoletniej pracownicy administracyjnej Opery Wrocławskiej, córki tancerki baletowej Marii Pipkowej. Rodzice aktorki rozwiedli się, gdy Rinaldo Preis podjął decyzję o przeprowadzce do Niemieckiej Republiki Demokratycznej; zmarł, kiedy Kinga Preis miała siedem lat.
Jej partnerem życiowym jest Piotr Borowiec, operator filmowy. Ma syna, Antoniego.

## Odznaczenia
- Złoty Krzyż Zasługi (28 września 2010)[18],
- Brązowy Krzyż Zasługi (5 lipca 2004)[19],
- Srebrny Medal „Zasłużony Kulturze Gloria Artis” (21 marca 2011)[20],
- Brązowy Medal „Zasłużony Kulturze Gloria Artis” (3 stycznia 2006)[20],
- Odznaka „Zasłużony Działacz Kultury” (2002)[21].

## Filmografia
- 1996: Opowieści weekendowe: Niepisane prawa – Jolanta
- 1997: Pokój 107 – Zośka
- 1997: Farba – Majka
- 1998: Poniedziałek – Renata
- 1998: Dom Pirków – matka Pirków
- 1999: Wrota Europy – Hala
- 2000–2001: Przeprowadzki – Róża Szczygieł
- 2000: Twarze i maski – Agnieszka Horn
- 2000: To ja, złodziej – matka Pyzy, prostytutka
- 2001: Wtorek – Renata
- 2001: Cisza – Mimi
- 2003: Symetria – żona Dawida
- 2004: Nigdy w życiu! – Kinga
- 2004: Kryminalni – Teresa Nowacka (odc. 12)
- 2005: Defekt – Malcowa, żona Szymka
- 2005: Przybyli ułani – Jadźka, żona Mariana
- 2005: Karol. Człowiek, który został papieżem – matka Józefa
- 2005: Komornik – Gosia Bednarek
- 2005: Boża podszewka II – Maryśka Jurewicz-Lulewicz
- 2006: Statyści – Bożena Popławska-Ochman
- 2006: Fundacja – Kazia
- 2006: Samotność w sieci – Iwona, przyjaciółka Ewy
- 2006: Samotność w sieci – Iwona, przyjaciółka Ewy
- 2006: Co słonko widziało – brunetka
- 2007: Ogród Luizy – psycholog Anna Świątek
- 2007: Regina – Anna Raj, siostra Reginy
- 2008: Cztery noce z Anną – Anna P.
- 2008: Jeszcze raz – Grażyna
- 2008: Rysa – Zosia
- od 2008: Ojciec Mateusz – Natalia Borowik, gospodyni księdza
- 2009: Dom zły – Bożena Dziabasowa
- 2009: Idealny facet dla mojej dziewczyny – Plesicowa
- 2010: Milion dolarów – Bożenka
- 2010: Joanna – Staszka Kopeć
- 2010: Nie ten człowiek – klientka w sklepie akwarystycznym
- 2011: Róża – Amelia
- 2011: Sala samobójców – psychiatra Karolina
- 2011: W ciemności – Wanda Socha
- 2011: Instynkt – Karlikowa (odc. 9)
- 2012: Ja to mam szczęście! – Joanna Polak
- 2013: Mazurek – Urszula
- 2013: Prawo Agaty – Alicja Romaniuk (odc. 50)
- 2013: Bez tajemnic – Magda, córka Janiny (odc. 2, 17, 32)
- 2014: Bogowie – matka Ewki
- 2014: Pod Mocnym Aniołem – Mania
- 2014–2015: Krew z krwi 2 – prokurator Reszke
- 2015: Córki dancingu – wokalistka Krysia
- 2016: Wszystko gra – Roma
- 2016: Kaprys losu – Zuzanna Zawada
- 2018: Plan B – Natalia
- 2018: Pułapka – prokurator Natalia Różańska
- 2018: 53 wojny – Krystyna
- 2019–2020: Stulecie Winnych – Bronisława Winna (odc. 1-25)
- 2019: Mały Grand Hotel – Viola
- 2020: Jak najdalej stąd – matka Oli
- 2021: Rysa[22] – patolog Grażyna Walińska
- 2021: Zupa nic – Elżbieta Makowska, matka Marty i Kasi
- 2021: Na chwilę, na zawsze – matka „Candy”
- 2022: Silent Twins – siostra Nowak
- 2022: Prawdziwe życie aniołów – Agnieszka, żona Adama
- 2022: Powrót – Aneta, matka Izy
- 2022: Kruk. Jak tu ciemno – Krystyna Stefaniuk, żona Mariusza
- 2023: Święto ognia – Józefina
- 2024: Gra z Cieniem – więźniarka Staszka Andrus

## Dubbing
- 2009: Włatcy móch: Ćmoki, czopki i mondzioły –
  - Jowita,
  - Sandra
- 2015: W głowie się nie mieści – Smutek
- 2017: Smerfy: Poszukiwacze zaginionej wioski – Wierzbina
- 2024: W głowie się nie mieści 2

## Teatr Telewizji
- 1995: Kasia z Heilbronnu, czyli próba ognia jako Kasia, przeniesienie spektaklu z Teatru Polskiego we Wrocławiu (Scena na Świebodzkim)
- 2000: 10 pięter jako Lidka
- 2001: Przypadek Klary jako Klara
- 2001: Pielgrzymi jako Artystka
- 2007: Inka 1946 jako Maria
- 2008: Stygmatyczka (Scena Faktu) jako Wanda Boniszewska
- 2008: Golgota wrocławska jako Róża Szwejcer

## Dyskografia
- 1999: Nick Cave i przyjaciele W moich ramionach – śpiew w utworze „Przekleństwo Millhaven”[23]
- 2000: Ballady morderców (wydawca: Studio K2) wraz z Mariuszem Drężkiem na podstawie Murder Ballads (Nick Cave and the Bad Seeds)[24]

## Nagrody
- Orzeł
  - Najlepsza główna rola kobieca:
    - 2002: Cisza
    - 2006: Komornik

  - Najlepsza drugoplanowa rola kobieca:
    - 2003: Wtorek
    - 2012: W ciemności
    - 2015: Pod Mocnym Aniołem
    - 2021: Jak najdalej stąd
- Nagroda na FPFF w Gdyni
  - Pierwszoplanowa rola kobieca:
    - 2001: Cisza

  - Drugoplanowa rola kobieca:
    - 1998: Poniedziałek
    - 2005: Komornik
    - 2023: Święto ognia
- Nagroda im. Zbyszka Cybulskiego
  - 2006: Komornik